# Marco Antonio González
Marco Antonio González Junquera (Barcellona, 9 luglio 1966) è un pallanuotista spagnolo, vincitore di una medaglia d'argento ai giochi olimpici di Barcellona 1992.